# Bullettime
Bullettime is een begrip dat werd geïntroduceerd in de film The Matrix en dat een bijzondere wijze van slowmotionfilmen aanduidt, waarbij gebruik wordt gemaakt van tientallen camera's die de actie vanuit lichtelijk verschillende hoeken rondom filmen. Het effect is alsof de kijker kan rondlopen te midden van de handelingen, terwijl de tijd, en dus de overige bewegingen, zijn vertraagd of zijn stilgezet.
Door de fotocamera's heel snel achter elkaar, een voor een een foto te laten nemen, wordt de beweging tot slow motion. Als alle fotocamera's tegelijk een foto nemen, wordt de beweging stilgezet, terwijl de filmcamera zich om het stilgezette beeld heen beweegt. Na de opname is er nog een zware post-productie van compositing.
Nadat bullettime was gebruikt in The Matrix, werd het effect al snel gekopieerd. Een goed voorbeeld is het computerspel Max Payne. De ontwerpers van Max Payne zeggen met het idee van bullettime te zijn begonnen, terwijl Matrix-liefhebbers het begrip opeisen. De waarheid zal in het midden liggen, omdat de film en het spel tegelijkertijd werden geproduceerd.
Terwijl The Matrix in 1999 uitkwam, werd de techniek in 1997 al gebruikt in de videoclip van Smoke City: Underwater Love. De camera die daar gebruikt werd heette de Josephine. Maar de eigenlijke bedenker van het effect is Michel Gondry. In 1995 maakte hij de videoclip van het nummer 'Like a Rolling stone' (een cover van het origineel door Bob Dylan uit 1965). Hierin zien we The Rolling Stones het nummer ten gehore brengen. Deze scènes worden afgewisseld met scènes van feestjes en het in vaagheid ronddolen van een drugsverslaafd meisje. Gondry bedacht dat de morphingtechniek ook gebruikt kon worden om beelden die tegelijk genomen zijn vanuit verschillende camerahoeken in elkaar over te laten gaan. Zo ontstaat een camerabeweging in een tot stilstand gebrachte tijdsspanne.
Timeslice is de oorspronkelijke term van bullettime en werd bedacht voor wetenschappelijke toepassingen om elk ogenblik op elke plek in een bepaald proces waar te kunnen nemen.